# Лісова сторожа
Корпус лісничих (рос. Корпус лесничих) — спеціальне формування (корпус) Збройних сил Російської імперії.

## Історія
У Росії, імперського періоду, указом Петра I в 1722 була введена лісова сторожа, в казенних і корабельних лісах виконувала функції, аналогічні функцій сучасних лісників. Її склад був, в основному, сформований з «служилих людей» скасованої засічної варти, в обов'язки яких входила і охорона засічних лісів, які пізніше заповідними.
Для керівництва лісовою вартою були організовані посади вальдмейстера (лісничого) та унтер-вальдмейстера (підлісничого).
Наприкінці XVIII століття у губернських лісових управліннях існували посади обер-форстмейстерів, форстмейстерів, форстмейстерських учнів, форстерів та унтер-форстерів. У 1826 році відбулося положення «Про новий устрій лісової частини», згідно з яким ці посади були перейменовані, відповідно, на губернських лісничих, вчених та окружних лісничих, помічників окружних лісничих, молодших лісничих та підлісничих.
Корпус лісничих сформовано 30 січня 1839 року. При формуванні отримав військовий устрій. Складався у подвійному підпорядкуванні, у військовому відношенні вважаючись армійською структурою, у цивільній частині входячи до складу Лісового департаменту.
Командир корпусу (генерал) називався інспектор Корпусу лісничих. У його безпосередньому підпорядкуванні були губернські лісові управління та лісові військово-навчальні заклади. На чолі губернського лісового управління стояв губернський лісничий (у чині від майора до полковника). Був зрівняний у правах з командиром армійського піхотного полку. До його підпорядкування входили окружні лісничі. Окружний лісничий (у чині від штабс-капітана до майора), у підпорядкуванні якого була лісова варта округу, мав права батальйонного командира .
Оскільки Корпус вважався армійською частиною, всі чини корпусу мали штатне стрілецьке озброєння
У 1846 році була утворена озброєна військово-лісова варта при казенних лісах.
2 серпня 1867 був виданий проект тимчасових правил про перетворення з військового в цивільний устрій Корпусів: Шляхів сполучення, Лісового та Межового. Відповідно до положень проекту військові чини корпусу в період 1867—1869 рр. отримали цивільні чини, за нормами Табелі про ранги.
У 1869 р., з введенням у дію Зводу військових постанов 1869 корпус перестав вважатися армійською військовою частиною і повністю підпорядкований Лісовому департаменту Міністерства державного майна.

### Штат Корпусу лісничих
у складі корпусу 30 січня 1839 було належить мати:
- генералів — 4
- полковників −12
- майорів — 41
- капітанів — 69
- штабс-капітанів-99
- поручиків — 113
- підпоручників — 145
- прапорщиків — 210
- число унтер-офіцерів (об'їздників) лісової варти встановлювалося кожної губернії місцевим начальством
- число піших стрільців з помічниками[7] лісової варти встановлювалося кожної губернії місцевим начальством.

Комплектування офіцерським складом здійснювалося з числа випускників Лісового та межового інституту. Комплектування піших стрільців лісової варти та його помічників здійснювалося на існуючих армійських рекрутських положеннях.

### Склад Корпусу лісничих на момент формування
Корпус у стройовому відношенні поділявся на дві частини:
1. чини губернських лісових управлінь (заснувалися в 55-ти губерніях) та лісові військово-навчальні заклади — Лісовий та межовий інститут та Лісова Зразкова рота з навчальним лісництвом;
2. Постійна лісова варта (вже була 1839 р. в 55-ти губерніях).

## Призначення Корпусу лісничих
Призначення Корпусу лісничих визначалося положеннями Статуту Лісового, що діяв.

## Форма одягучинів Корпусу лісничих
При формуванні Корпусу в 1839 році, чинам Корпусу лісничих було покладено мундир особливого зразка. У період з 1904 року по 1917 рік класні чини корпусу лісничих носили кортик.

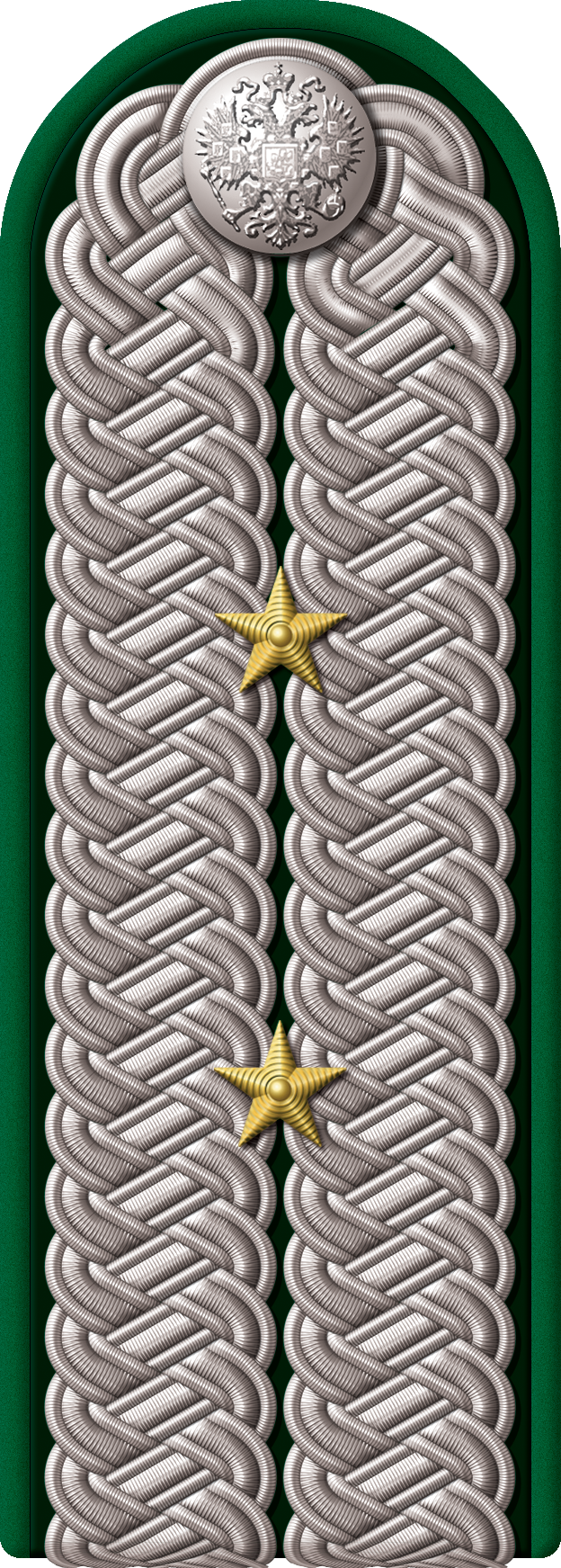
Губернський секретар Корпусу лісничих Лісового департаменту Міністерства державних майнов Російської імперії (1898–1904 рр.)
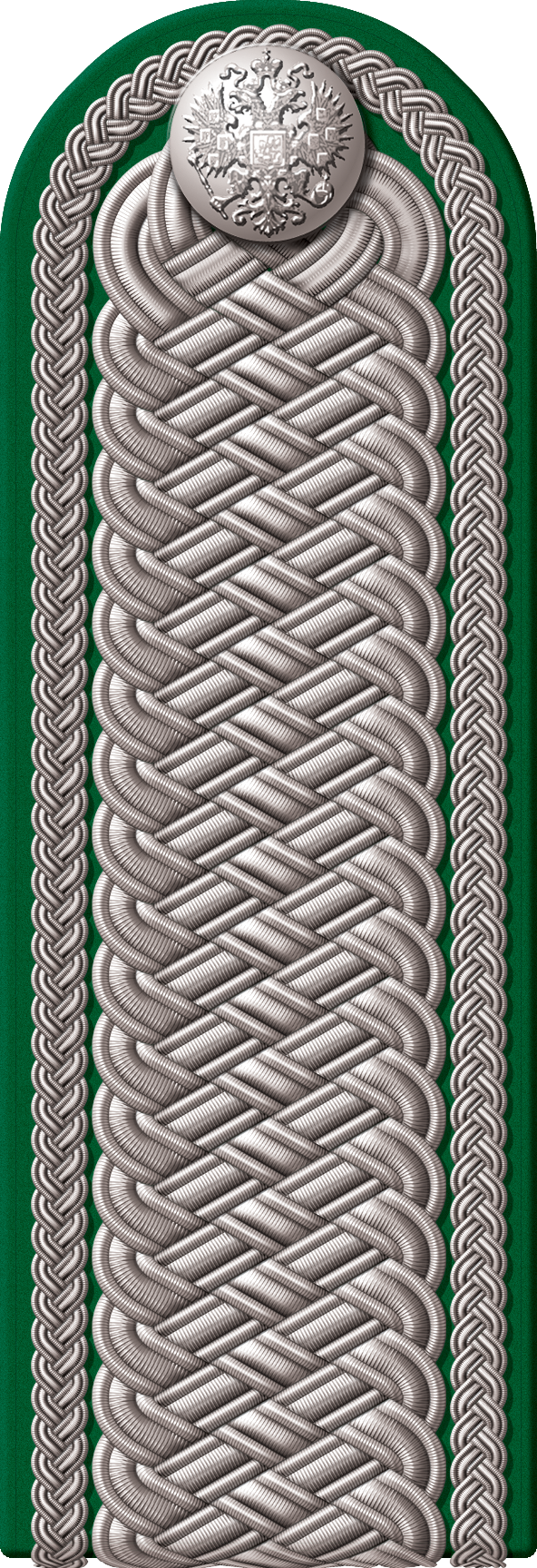
Колезький радник Корпусу лісничих, 1876-1885 р.р.

## Інспектори Корпусу лісничих
- Семенов, Віктор Семенович
- Нікітін, Федір Платонович (на 1900 рік)
- Кублицький-Піоттух, Адам Феліксович (на 1913 рік)